# Exalphus simplex
Exalphus simplex är en skalbaggsart som först beskrevs av Maria Helena M. Galileo och Martins 1998.  Exalphus simplex ingår i släktet Exalphus och familjen långhorningar. Inga underarter finns listade i Catalogue of Life.